# SV Sereetz
Der Sport-Verein Sereetz von 1909 e. V. war ein von 1909 bis 2004 bestehender Sportverein aus dem ostholsteinischen Sereetz, der sowohl im Männer- als auch im Frauenfußball überregionale Spielklassen erreichte. Die erste Mannschaft der Herren zählte 1994/95 zu den Gründungsmitgliedern der Oberliga Hamburg/Schleswig-Holstein, die Frauen gehörten für drei Spielzeiten der Regionalliga Nord an und nahmen am DFB-Pokal teil.

## Geschichte
Der SV Sereetz wurde am 5. Juli 1953 gegründet und trat dabei die Rechtsnachfolge des ATSV Sereetz-Dänischburg an. Der 1909 gegründete Arbeitersportverein blieb in den Fußballwettbewerben des Arbeiter-Turn- und Sportbund ohne nennenswerte Erfolge und wurde – wie auch alle anderen Arbeitersportvereine – nach der Machtergreifung der Nationalsozialisten im Jahr 1933 verboten.

## Fußball

### Herren
Die erste Herrenmannschaft des neu gegründeten Vereins spielte lange Zeit eine durchschnittliche Rolle im ostholsteinischen Fußball, konnte aber mehrmals die jeweils zweithöchste Spielklasse Schleswig-Holsteins erreichen. 1998 gelang es Sereetz, in die Landesliga Süd aufzusteigen, die zum damaligen Zeitpunkt ebenfalls die zweithöchste Spielklasse des Landes war. Dort konnte die Mannschaft auf Anhieb eine Platzierung im oberen Mittelfeld erreichen und gehörte in den folgenden Jahren häufig zur Spitzengruppe. 1988 wurde der ehemalige Torhüter des VfB Lübeck, Manfred Bomke, als Trainer verpflichtet, der sie bereits 1989 in die viertklassige Verbandsliga Schleswig-Holstein führte. Aus dieser mussten die Ostholsteiner zwar direkt wieder absteigen, doch mit Hilfe inzwischen deutlich vergrößerter Unterstützung durch regionale Großsponsoren schaffte man den sofortigen Wiederaufstieg.
Die nächsten Spielzeiten in der Verbandsliga endeten deutlich erfolgreicher als zuvor. Nach einem fünften und einem zehnten Platz erreichte der SV Sereetz 1993/94 den dritten Platz. Dieser hatte nicht nur die Qualifikation zur neu gegründeten Oberliga Hamburg/Schleswig-Holstein zur Folge, sondern erlaubte es dem Verein, an der Aufstiegsrunde zur drittklassigen Regionalliga Nord teilzunehmen. In den Spielen gegen den SC Concordia Hamburg, den FC Bremerhaven und den SV Atlas Delmenhorst erzielte man allerdings nur zwei Tore und verpasste den möglichen Aufstieg ohne Punktgewinn. In der folgenden Spielzeit konnte der SVS nicht an die erfolgreichen Spiele der vorherigen Saisons anknüpfen, stieg als Tabellenletzter aus der Oberliga ab und kam anschließend auch in der Verbandsliga nicht über Platzierungen im Mittelfeld hinaus.
In der Folge geriet der Verein in finanzielle Schwierigkeiten, die 2000 zum Rückzug aus der Verbandsliga und 2003 schließlich auch zum Anmelden der Insolvenz führten. Bereits im gleichen Jahr wurde der Sereetzer SV gegründet, dem viele Mitglieder des SV Sereetz beitraten.

### Frauen
Die Frauenmannschaft gehörte insbesondere in den 90er- und 2000er-Jahren zu den Spitzenmannschaften in Schleswig-Holstein. 1995 und 2001 konnte sie die Schleswig-Holsteinische Landesmeisterschaft gewinnen und stieg in die Regionalliga Nord auf. Während 1995/96 der sofortige Wiederabstieg hingenommen werden musste, konnte die Mannschaft 2001/02 die Klasse halten, ehe sie die Spielzeit 2002/03 – kurz vor der Insolvenz des Vereins – erneut auf einem Abstiegsplatz beendete. 1998 gelang als Landespokalsieger die Qualifikation für den DFB-Pokal; in der ersten Runde unterlag man dabei Grün-Weiß Brauweiler mit 0:7.

## Erfolge
- Teilnahme an der Oberliga Hamburg/Schleswig-Holstein (Herren): 1994/95
- Teilnahme am DFB-Pokal (Frauen): 1998/99